# AJ Auxerre
AJ Auxerre (Association de la Jeunesse Auxerroise) je francouzský fotbalový klub sídlící ve městě Auxerre. Patří k předním klubům Francie, byl založen roku 1905. Hřištěm klubu je Stade de l'Abbé-Deschamps s kapacitou 24 493 diváků.
V sezóně 2009/10 obsadil klub třetí příčku v domácí soutěži a vybojoval si tak účast v předkole Ligy mistrů. Nakonec se tým trenéra Jeana Fernandeze probojoval do Ligy mistrů. Ve skupině ho čekaly velkokluby Real Madrid, AC Milán a AFC Ajax. AJ Auxerre skončilo ve skupině poslední a cesta fotbalovou Evropou pro něj skončila.

## Česká stopa
V letech 2004–2006 zde působil český obránce René Bolf, který s klubem vyhrál francouzský fotbalový pohár.

## Získané trofeje

### Vyhrané domácí soutěže
- 1. francouzská liga ( 1× )

(1995/96)
- Francouzský fotbalový pohár ( 4× )

(1994, 1996, 2003, 2005)